# Raymond Bonney
Raymond Leroy "Ray" Bonney (Phoenix, Nova York, 5 d'abril de 1892 - Ottawa, Ontario, 19 d'octubre de 1964) va ser un jugador d'hoquei sobre gel estatunidenc que va competir a començaments del segle xx.
El 1920, un cop superada la Primera Guerra Mundial, va prendre part en els Jocs Olímpics d'Anvers, on guanyà la medalla de plata en la competició d'hoquei sobre gel. N'era el porter.